# 卡拉布拉克 (阿拉万区)
卡拉布拉克（Kara-Kabak）是吉尔吉斯斯坦奥什州阿拉万区(Aravan)下辖的一个村。根据2009年吉尔吉斯共和国人口普查，全村人口为114人。